# Зейерлен, Рудольф
Рудольф Зейерлен (нем. Rudolf Seyerlen; 1831—1906) — протестантский богослов, доктор философии в Йенском университете.
Ординарный профессор в Тюбингене.
Напечатал:
«Entstehung und erste Schicksale der Christengemeinde in Rom» (Тюб., 1875);
«F. Röhmers Leben und wissenschaftliche Entwicklung» (Нердл., 1802) и др.
Издал автобиографию Блунчли (Нердл., 1884).
Был также альпинистом. Впервые покорил гору de:Große Windschar в 1878 году.